# Правительство Азербайджанской Демократической Республики
Правительство Азербайджанской Демократической Республики или Совет Министров Азербайджанской Республики (азерб. Azərbaycan Cümhuriyyəti Heyəti-vükəlası, آذربایجان جمهوریهتی هیئت وکلاسی) — высший орган исполнительной власти Республики. Было ответственно перед Парламентом АДР. При приостановлении деятельности Национального Совета, Правительство также исполняло функцию законодательного органа.
АДР — первая независимая Республика, провозглашенная 28 мая 1918 года на территории нынешней Азербайджанской Республики. Республика прекратила свое существование 28 апреля 1920 года.

## История
После падения Российской Империи была создана АДР. Высшим исполнительным органом АДР являлось Правительство АДР. Это был первый в истории Азербайджана центральный исполнительный орган, управлявший страной.
С созданием Азербайджанской ССР Правительство Азербайджана заменено на Совет Народных Комиссаров Азербайджанской ССР. Позже - на Совет Министров Азербайджанской ССР.

## Состав

### 1-й кабинет
Первый правительственный кабинет Азербайджанской Демократической Республики был созван 28 мая 1918 года, сразу после провозглашения независимости. Кабинет был распущен 17 июня 1918 года. Кабинет возглавил Фатали хан Хойский.
| Должность                                              | Глава                     | Фотография | Партия                      |
| Председатель Совета Министров и министр внутренних дел | Фатали хан Хойский        |            | беспартийный                |
| Военный министр                                        | Хосров-бек Султанов       |            | Мусават                     |
| Министр иностранных дел                                | Мамед Гасан Гаджинский    |            | Мусават                     |
| Министр финансов и министр народного просвещения       | Насиб-бек Усуббеков       |            | Мусават                     |
| Министр юстиции                                        | Халил-бек Хасмамедов      |            | Мусават                     |
| Министр торговли и промышленности                      | Мамед Юсиф Джафаров       |            | беспартийный; позже Мусават |
| Министр земледелия и министр труда                     | Акпер-ага Шейхульисламов  |            | Гуммет                      |
| Министр путей сообщения и министр почты и телеграфа    | Худадат-бек Мелик-Асланов |            | беспартийный                |
| Государственный контролер                              | Джамо-бек Гаджинский      |            | социалист                   |

### 2-й кабинет
Второй правительственный кабинет был созван сразу после роспуска первого состава, 17 июня 1918 года. Состав правительственного кабинета был изменен 6 октября 1918 года. Кабинет был отозван 7 декабря 1918 года. Кабинет возглавил Фатали хан Хойский.

#### Первый состав
| Должность                                         | Глава                     | Фотография | Партия       |
| Председатель Совета министров и министр юстиции   | Фатали хан Хойский        |            | беспартийный |
| Министр иностранных дел                           | Мамед Гасан Гаджинский    |            | Мусават      |
| Министр просвещения и вероисповедания             | Насиб-бек Усуббеков       |            | Мусават      |
| Министр внутренних дел                            | Бехбуд хан Джаваншир      |            | беспартийный |
| Министр земледелия                                | Хосров-бек Султанов       |            | Мусават      |
| Министр здравоохранения и социального обеспечения | Худадат-бек Рафибеков     |            | Мусават      |
| Министр путей сообщения                           | Худадат-бек Мелик-Асланов |            | беспартийный |
| Министр торговли и промышленности                 | Ага Ашуров                |            | беспартийный |
| Министр финансов                                  | Абдул Али-бек Амирджанов  |            | беспартийный |
| Министр без портфеля                              | Алимардан-бек Топчибашев  |            | беспартийный |
| Министр без портфеля                              | Муса-бек Рафиев           |            | Мусават      |
| Министр без портфеля                              | Халил-бек Хасмамедов      |            | Мусават      |

#### Второй состав
| Должность                                         | Глава                    | Фотография | Партия       |
| Председатель Совета министров                     | Фатали хан Хойский       |            | беспартийный |
| Министр торговли, промышленности и внутренних дел | Бехбуд хан Джаваншир     |            | беспартийный |
| Министр иностранных дел                           | Алимардан-бек Топчибашев |            | беспартийный |
| Министр финансов                                  | Мамед Гасан Гаджинский   |            | Мусават      |
| Министр народного просвещения                     | Насиб-бек Усуббеков      |            | Мусават      |
| Министр путей сообщения                           | Халил-бек Хасмамедов     |            | беспартийный |
| Министр земледелия                                | Хосров-бек Султанов      |            | Мусават      |
| Министр народного здравия                         | Худадат-бек Рафибеков    |            | беспартийный |
| Министр почт и телеграфа                          | Ага Ашуров               |            | беспартийный |
| Министр призрения и вероисповеданий               | Муса-бек Рафиев          |            | Мусават      |
| Уполномоченный по военным делам                   | Исмаил хан Зиятханов     |            | беспартийный |
| Государственный контролёр                         | Абдул Али-бек Амирджанов |            | беспартийный |

### 3-й кабинет
Третий правительственный кабинет был созван 19 дней спустя после роспуска второго правительственного кабинета АДР, 26 декабря 1918 года. Кабинет возглавил Фатали хан Хойский.
| Должность                                       | Глава                                           | Фотография | Партия                   |
| Министр-председатель и министр иностранных дел  | Фатали хан Хойский                              |            | беспартийный             |
| Министр внутренних дел                          | Халил-бек Хасмамедов                            |            | Мусават                  |
| Министр финансов                                | И. Н. Протасов                                  |            | Славяно-русское общество |
| Министр путей сообщения                         | Худадат-бек Мелик-Асланов                       |            | беспартийный             |
| Министр юстиции                                 | Теймур хан Макинский                            |            | беспартийный             |
| Министр народного просвещения и вероисповеданий | Насиб-бек Усуббеков                             |            | Мусават                  |
| Министр почты, телеграфа и труда                | Аслан-бек Сафикюрдский                          |            | социалист                |
| Военный министр                                 | Самед-бек Мехмандаров                           |            | беспартийный             |
| Министр призрения                               | Рустам хан Хойский                              |            | беспартийный             |
| Министр народного здравия                       | Евсей Яковлевич Гиндес                          |            | Славяно-русское общество |
| Министр торговли и промышленности               | Мирза Асадуллаев                                |            | беспартийный             |
| Государственный контролёр                       | Мамед Гасан Гаджинский (до 16 января 1919 года) |            | Мусават                  |
| Государственный контролёр                       | Алиага Гасанов (с 16 января 1919 года)          |            | беспартийный             |
| Министр продовольствия                          | Константин Николаевич Лизгар                    |            | Славяно-русское общество |
| Министр земледелия                              | Хосров-бек Султанов                             |            | Мусават                  |

### 4-й кабинет
Четвёртый правительственный кабинет Республики был созван 14 апреля 1919 года. Кабинет возглавил Насиб-бек Усуббеков. Состав был распущен 22 декабря 1919 года.
| Должность                             | Глава                                        | Фотография | Партия                   |
| Председатель совета министров         | Насиб-бек Усуббеков                          |            | Мусават                  |
| Министр внутренних дел                | Насиб-бек Усуббеков (до октября 1919 года)   |            | Мусават                  |
| Министр внутренних дел                | Мамед Гасан Гаджинский (с октября 1919 года) |            | Мусават                  |
| Министр финансов                      | Алиага Гасанов                               |            | беспартийный             |
| Министр торговли и промышленности     | Ага Аминов                                   |            | беспартийный             |
| Министр иностранных дел               | Мамед Юсиф Джафаров                          |            | Мусават                  |
| Министр путей сообщения               | Худадат-бек Мелик-Асланов                    |            | беспартийный             |
| Министр почт и телеграфа              | Джамо-бек Гаджинский                         |            | социалист                |
| Военный министр                       | Самед-бек Мехмандаров                        |            | беспартийный             |
| Министр призрения                     | Виктор Викторович Кленевский                 |            | Славяно-русское общество |
| Министр здравоохранения               | Абрам Мкртычевич Дастаков                    |            | Дашнакцутюн              |
| Министр просвещения и вероисповедания | Рашид хан Капланов                           |            | Ахрар                    |
| Министр земледелия                    | Аслан-бек Кардашев                           |            | Ахрар                    |
| Министр без портфеля                  | Хорен Амаспюр                                |            | Дашнакцутюн              |
| Министр-контролер                     | Нариман-бек Нариманбеков                     |            | Мусават                  |
| Министр юстиции и труда               | Аслан-бек Сафикюрдский                       |            | социалист                |

### 5-й кабинет
Пятый состав правительственного кабинет был созван 22 декабря 1919 года и возглавлен Насиб-беком Усуббековым. Состав был распущен 30 марта 1920 года.
| Должность                                                                  | Глава                                          | Фотография | Партия                   |
| Председатель Совета Министров                                              | Насиб-бек Усуббеков                            |            | Мусават                  |
| Министр иностранных дел                                                    | Фатали хан Хойский                             |            | беспартийный             |
| Военный министр                                                            | Самед-бек Мехмандаров                          |            | беспартийный             |
| Министр внутренних дел                                                     | Мамед Гасан Гаджинский                         |            | Мусават; позже коммунист |
| Министр внутренних дел                                                     | Мустафа-бек Векилов                            |            | Мусават                  |
| Министр юстиции                                                            | Халил-бек Хасмамедов                           |            | Мусават                  |
| Министр финансов                                                           | Рашид хан Капланов                             |            | Ахрар                    |
| Министр просвещения и вероисповедания                                      | Гамид-бек Шахтахтинский (до 5 марта 1920 года) |            | Иттихад                  |
| Министр просвещения и вероисповедания                                      | Нурмамед-бек Шахсуваров (с 5 марта 1920 года)  |            | Иттихад                  |
| Министр труда и земледелия                                                 | Ахмед-бек Пепинов                              |            | социалист                |
| 1. Министр путей сообщения, торговли, промышленности и продовольствия      | Худадат-бек Мелик-Асланов                      |            | беспартийный             |
| Министр торговли, промышленности и продовольствия (с 18 февраля 1920 года) | Мамед Гасан Гаджинский                         |            | Мусават; позже коммунист |
| Министр почт и телеграфов                                                  | Джамо-бек Гаджинский                           |            | социалист                |
| Министр здравоохранения и призрения                                        | Муса-бек Рафиев                                |            | Мусават                  |
| Государственный контролер                                                  | Гейбатгулу Мамедбейли                          |            | Иттихад                  |

Пятый кабинет фактически был последним в истории Азербайджанской Демократической Республики. Формирование нового, то есть шестого правительственного кабинета было поручено Мамед Гасану Гаджинскому, но кабинет так и не был сформирован. 28 апреля 1920 года Республика была свергнута Красной Армией.